# 마쓰히다이역
마쓰히다이역(일본어: 松飛台駅, まつひだいえき)은 일본 지바현 마쓰도시에 있는 호쿠소 철도 호쿠소선의 역이다. 역사는 이치카와시 오마치의 경계 상에 위치한다.
역 번호는 HS06이다. 역 근처에 도쿄 도립 야바시라 령원이 있어서 야바시라 령원이라는 부역명이 병기되어 있다.

## 역 구조
상대식 승강장 2면 2선의 고가역. 장래 10량 편성화에 대응하여 오마치 방향쪽으로 플랫폼을 연장 가능한 설계로 되어 있다. 플랫폼 층에는 개찰구와 대합실 층을 연결하는 엘리베이터가 설치되어 있다.
역 구내에 시의 경계선이 존재하고 역 북측이 마쓰도 시, 남쪽이 이치카와 시이다.

### 타는 곳
| 1 | 호쿠소선 | 신카마가야・인바니혼이다이・나리타 공항 방면 |
| 2 | 호쿠소선 | 히가시마쓰도・게이세이 다카사고 방면 게이세이 선 아오토・오시아게 방면 ○ 도영 지하철 아사쿠사 선 아사쿠사・니혼바시・센가쿠지・니시마고메 방면 게이힌 급행 전철 시나가와・하네다 공항・요코하마・게이큐 구리하마・미사키구치 방면 |

## 역세권 정보
개업 당시의 역전은 잡목림에 있었지만 그 후 조성을 통해 아파트나 주택지들이 많이 생겨났다. 북쪽(마쓰도 시)에는 마쓰히다이 공업 단지와 야바시라 공원이 있고 남쪽(이치카와 시)에는 주택지를 빠져나오면 이원(梨園)이 많이 있다.
- 도쿄 도립 야바시라 령원
- 히가시마쓰도 유이의 꽃 공원
- 카미시키 벚꽃 거리
- 오마치 배꽃 거리
- 마쓰도 시 기타야마 시민회관
- 마쓰도미나미 우체국
- 마부치 모터 본사
- 마쓰히다이 공업 단지
- 마쓰도 시립 마쓰도 고등학교
- 지바 현립 마쓰도 국제 고등학교

## 역사
- 1991년 3월 31일: 영업 개시.
- 2010년 7월 17일: 역 번호 'HS 06'가 부여.

## 인접역
| 호쿠소 철도 호쿠소선                                 | 호쿠소 철도 호쿠소선 | 호쿠소 철도 호쿠소선             |
| ---------------------------------------------------- | -------------------- | -------------------------------- |
| HS 05 히가시마쓰도 니시마고메 · 하네다 국제공항 방면 | ● 보통               | HS 07 오마치 인바니혼이다이 방면 |

※ 나리타 스카이액세스(게이세이 전철 나리타 공항선)와 공용 구간이지만 당역에는 게이세이 전철이 운행하는 열차는 정차하지 않는다.